# 김서현 (성우)
김서현(1992년 12월 12일~ )은 대한민국의 여성 성우이며 대원방송 성우극회 13기로 입사하여으며 김병현, 오건우, 이동윤, 김다빈, 장채연과 동기이다.

## 주요 작품

### 애니메이션

#### 2023년
- 꼬마마법사 레미(재더빙) - 천수연 선생님
- 나의 히어로 아카데미아 6기 - 어린 나츠오 외 각종 단역
- 나와 로보코 - 나평범
- 블리치 천년혈전 편 - 에밀루 아파치, 마츠모토 란기쿠, 시바 쿠우카쿠, 토노카와 토키에
- 원피스 무사의 나라 편 - 각종 단역
- 팬더와 친구들의 모험 - 할머니

### 특촬물
- 가면라이더 리바이스 - 김유미, 나유경, 어린 마진성
- 파워레인저 돈브라더즈 - 장금영 / 전자귀, 마온